# Eeben Barlow
Luther Eeben Barlow (* etwa 1953 in Nordrhodesien) ist ein ehemaliger südafrikanischer Offizier. Er diente in der South African Defence Force (SADF) und im militärischen Geheimdienst des Landes zur Zeit der Apartheid. Barlow ist der Gründer des mittlerweile aufgelösten privaten Militärdienstleisters Executive Outcomes.

## Leben
Barlow kam als junger Mann 1974 zur SADF. Hier erwarb er neben militärischen Fähigkeiten auch technische Kenntnisse. Ende der 1970er und zu Beginn der 1980er Jahre diente er im 32-Bataljon der südafrikanischen Armee. Diese Einheit kämpfte Ende der 1970er und Anfang der 1980er Jahre in Angola gegen die Truppen der angolanischen MPLA und der namibischen SWAPO. Während dieser Zeit stieg er bis in die Kommandoebene der Aufklärungseinheit des 32-Bataljon unter Willem Ratte auf. Zwischen 1981 und 1983 nahm Barlow an Ausbildungen in Dschungelcamps des britischen SAS in Malaysia teil. Nach dieser Zeit kehrte Barlow nach Südafrika zurück und trat in den Dienst des militärischen Nachrichtendienstes Military Intelligence Service, wo er seit 1983 für das Directorate of Covert Collection zum Einsatz kam.
Diese geheimdienstliche Substruktur war für Waffenschmuggel, Desinformation, Spionage und Operationen gegen politische Gegner im Ausland zuständig. Barlow soll in dieser Tätigkeit unter anderem für Gerüchte verantwortlich sein, die besagen, der African National Congress arbeite mit der Terrororganisation IRA zusammen. Außerdem soll er angeblich an Mordanschlägen auf Kritiker des Apartheidregimes verantwortlich sein.
Ungesicherten Quellen nach war Barlow auch an verdeckten Operationen in Rhodesien beteiligt, einige Monate bevor es dort 1980 zum radikalen politischen Wechsel kam. Ebenso als nicht gesichert kann angenommen werden, dass er für den Rüstungskonzern Armscor tätig gewesen sei. Von 1983 bis 1986 diente Barlow im Directorate Special Tasks der SADF-Division of Military Intelligence, das Unterstützungsaufgaben für die RENAMO bei ihren Operationen in mosambikanischen Hinterland ausführte. Im Jahre 1986 kam er zum Civil Cooperation Bureau (CCB), das sich aus dem 3 Reconnaissance Regiment der SADF entwickelt hatte. Diese Einheit bestand aus ehemaligen Sondereinsatzsoldaten früherer portugiesischer und rhodesischer Militärstrukturen. Für das CCB war Barlow bis 1989 tätig.
Nach dem Ende der Apartheid in Südafrika verließ Barlow die Armee und gründete den Sicherheitsdienstleister Executive Outcomes, der bis zu seinem Verbot durch die südafrikanische Regierung 1998 in Afrika operierte. Barlow veröffentlichte 2007 unter dem Titel Executive Outcomes - Against All Odds seine Autobiographie.
2006 wurde von Eeben Barlow, Lourens Horn und Harry Carlse der private Militärdienstleister STTEP (Specialised Tasks, Training, Equipment and Protection International) gegründet. 2015 wurde STTEP von der nigerianischen Regierung angeworben, um das nationale Militär im Rahmen einer westafrikanischen Großoffensive gegen die islamistische Terrorgruppe Boko Haram zu trainieren.
In einem Interview, das am 5. Januar  2020 auf Al Jazeera in Teilen zitiert wurde, beschreibt Barlow seine Sicht auf die von seiner Firma STTEP bereitgestellten Dienstleistungen. Demnach sieht er die Mitarbeiter des Unternehmens nicht als Söldner, da sie im offiziellen Auftrag von Staatsregierungen handeln, sich vertragsgemäß als Teil deren Streitkräfte verstehen und die damit verbundenen Regeln und Richtlinien befolgen. Den Einsatz von STTEP in Sierra Leone beschreibt er als Unterstützung für die Vereinten Nationen im Rahmen ihrer Hilfe durch das FAO World Food Programme, damit die Versorgung der Bevölkerung in abgelegenen Regionen des Landes mit Lebensmitteln gesichert werden konnte. Im Verlauf dieses Interview spricht er seine Sorge darüber aus, dass Konflikte in Afrika nicht allein von Afrikanern beendet werden könnten.